# Vollenhovia simoides
Vollenhovia simoides är en myrart som beskrevs av Carlo Emery 1897. Vollenhovia simoides ingår i släktet Vollenhovia och familjen myror. Inga underarter finns listade i Catalogue of Life.